# Тихомиров, Денис Валерьевич
Денис Валерьевич Тихомиров (род. 21 января 1975, Москва) — российский спортивный функционер, тренер и бывший спортсмен. Президент Федерации сноуборда России с 2014 года. Главный тренер сборной команды России по сноуборду с 2001 года. Четырёхкратный чемпион России (1997, 1998, 2000). Заслуженный тренер России.

## Биография
Родился 21 января 1975 года в Москве. В 1996 году окончил Российскую государственную академию физической культуры.
Начал заниматься сноубордом в 18 лет. В 21 год вошёл в состав сборной России. На его счету четыре титула чемпиона России, победителя Кубка Австрии.
В 2001 году Тихомиров завершил спортивную карьеру и стал главным тренером сборной России. Подопечные Тихомирова неоднократно становились победителями и призёрами Олимпийских игр, чемпионатов и Кубков мира.
В 2014 году Тихомиров инициировал создание Федерации сноуборда России.

## Награды
- Медаль ордена «За заслуги перед Отечеством» II степени (2010)[7]
- Орден «За заслуги перед Отечеством» IV степени (2014)[8]
- Заслуженный тренер России